# Heinrich Strößenreuther

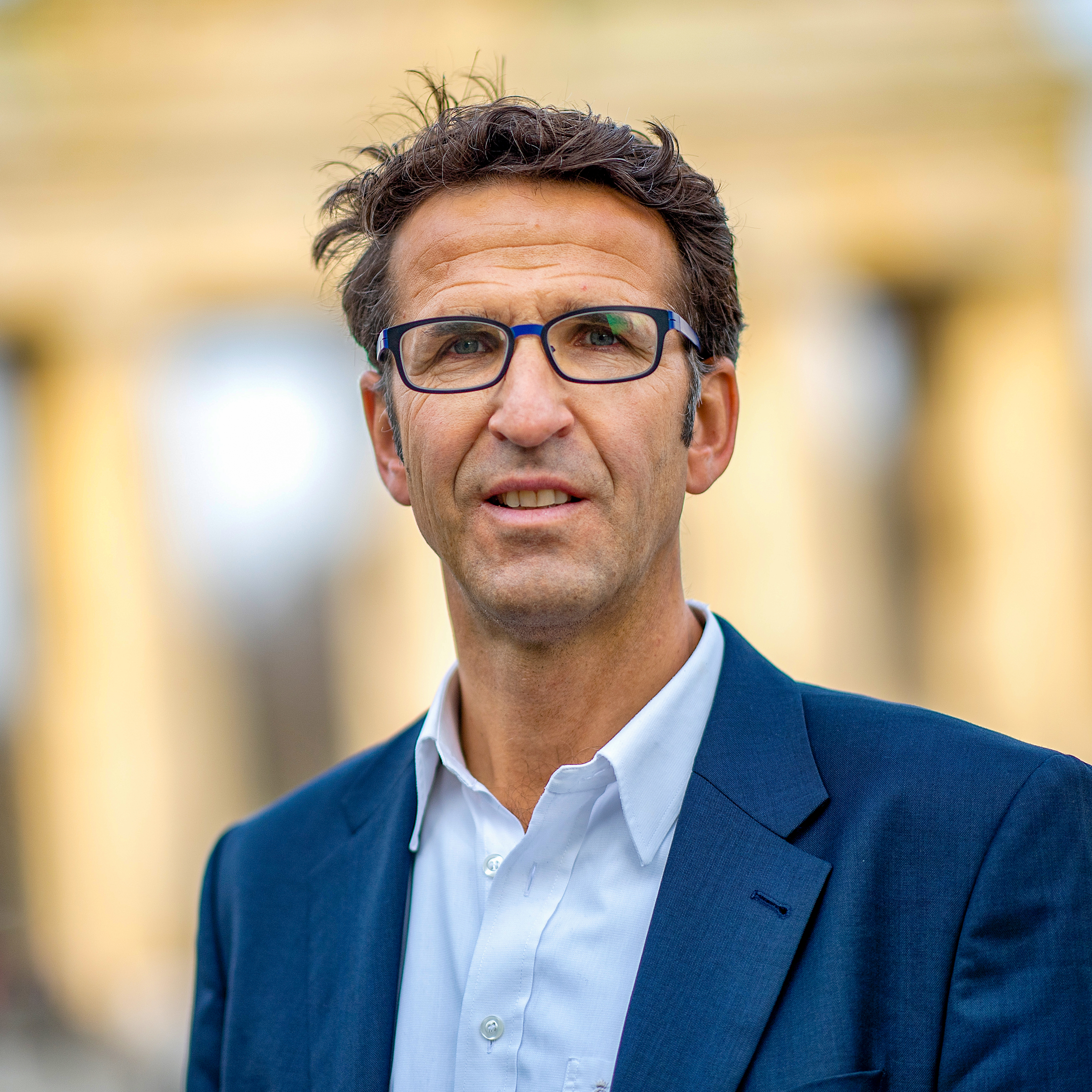
Heinrich Strößenreuther (2019)

Heinrich Strößenreuther (* 26. Dezember 1967 in Wilhelmshaven) ist ein deutscher Umweltaktivist. Er ist Initiator der Falschparker-App Wegeheld und Mitgründer der Initiative Volksentscheid Fahrrad und der Klimaschutzorganisation GermanZero.

## Werdegang
Strößenreuther studierte Wirtschaftsinformatik an der Universität Mannheim und war Stipendiat der Konrad-Adenauer-Stiftung. Von 1995 bis 1998 war er wissenschaftlicher Mitarbeiter in der Enquete-Kommission „Schutz des Menschen und der Umwelt“ des Deutschen Bundestages und dann als Campaigner für Ökosteuern und Wachstumskritik bei Greenpeace. Ehrenamtlich war er bis 1997 als Vorstand und Vorsitzender der Vereinigung für ökologische Wirtschaftsforschung aktiv.
Im Jahr 1998 ging er zur Deutschen Bahn, von 2001 bis 2004 war er Projektleiter Energiesparen.
Von 2008 bis 2009 war er Direktor bei der BSL Management Consultants, einer Management-Beratung im Bereich Public Transport, anschließend war er bis 2010 Geschäftsführer der hejo Deutsche Bus GmbH auf, einem Startup im damals entstehenden Fernbusmarkt.
Im Jahr 2009 gründete Strößenreuther Beratung Verkehrs Innovations Partner. Er leitete die Metronom Eisenbahn GmbH und die ODIG GmbH und baute die Bike+Ride-Offensive der Deutschen Bahn AG mit auf.
Um für die Initiative Volksentscheid Fahrrad parteilos zu sein, trat Strößenreuther 2015 aus der Partei Bündnis 90/Die Grünen aus. Von 2021 bis 2024 war er Mitglied der CDU und im März 2021 Mitbegründer der CDU-nahen KlimaUnion. Vor der Bundestagswahl 2025 trat er im Dezember 2024 aus der CDU aus und kehrte zu den Grünen zurück. Als Begründung für den Austritt gab er an, dass die Rhetorik von CDU und CSU zunehmend nach rechts abdrifte und Friedrich Merz und Markus Söder sowohl bei Migrationsthemen als auch bei Klima- und Umweltschutz zunehmend „AfD-Sprech“ übernähmen. Er wolle nunmehr „mit den erlernten Narrativen helfen, mehr bürgerliches Wählerpotenzial für die Grünen zu erschließen“.

## Aktivitäten

### Initiative clevere Städte
Im Herbst 2013 startete Strößenreuther mit der Initiative Clevere Städte die Crowdfunding-Kampagne für die Falschparker-App Strassensheriff – eine Kampagne gegen das Falschparken. Im Frühjahr 2014 wurde die App unter dem Namen Wegeheld online gestellt. Im Sommer 2014 veröffentlichte Strößenreuther den Flächengerechtigkeitsreport mit der Vermessung von 200 Berliner Straßen, der betrachtet, welche Flächenanteile die verschiedenen Arten von Verkehrsteilnehmern belegen. Er ist Initiator von Petitionen zu den Themen Umwelt und Verkehr. Unter anderem die Petition für höhere Bußgelder für Falschparker vom Herbst 2014. Die Petition für das 365-Euro-Ticket hatte zum Ziel, die Diskussion über einen höheren Stellenwert des ÖPNV im Rahmen der Dieselkrise zu befördern. Im Nachgang zu einem tödlichen illegalen Autorennen auf dem Kurfürstendamm organisierte Strößenreuther ein Sit-in von Fahrradaktivisten für den getöteten Autofahrer.

### Agentur für clevere Städte
Im September 2013 gründete Strößenreuther die Agentur für clevere Städte UG (haftungsbeschränkt), deren Alleingesellschafter und Alleingeschäftsführer er seitdem ist. Diese Firma bietet als Leistungen Unterstützung „in Sachen Strategie-, Politik- und Kommunikationsentwicklung, im klassischen Consulting von Analyse, Options- und Konzeptentwicklung, Zielbildungsprozessen oder auch Sparrings-Partner-Sein zwischen Training, Coaching und Moderation“ an.

### Volksentscheid Fahrrad
Im Sommer 2015 initiierte Strößenreuther die Initiative Volksentscheid Fahrrad, die im November 2015 mit mehr als 30 Radverkehrsaktivisten startete. Hierbei wurden zehn radverkehrspolitische Ziele ausgearbeitet, die später in den Entwurf von Deutschlands erstem Radverkehrsgesetz einflossen und Vorlage für die Forderungen zahlreicher Radentscheide wurden. Im Dezember 2015 ging der Volksentscheid Fahrrad an die Öffentlichkeit. 2016 war Strößenreuther Mitinitiator des Radgesetzes und übernahm die Pressearbeit für die Initiative Volksentscheid Fahrrad Berlin, die in das Berliner Mobilitätsgesetz überführt wurde.
Das Berliner Abgeordnetenhaus beschloss das Gesetz am 28. Juni 2018. Es trat am 18. Juli 2018 in Kraft. Ab 2016 gab es Nachahmer, die ihrerseits in ihren Kommunen kommunale Bürgerentscheide zum Radverkehr (Radentscheide) starteten. Bis Anfang 2020 sind mehr als 40 Radentscheide in Deutschland an den Start gegangen und größtenteils erfolgreich abgeschlossen worden, oft bereits in der ersten Stufe, bevor es zum eigentlichen Bürgerentscheid kam. 2017 wurde der Trägerverein des Volksentscheid Fahrrad in Changing Cities e. V. umbenannt.

### GermanZero
Heinrich Strößenreuther gründete mit Claas Helmke im Juli 2019 die Initiative GermanZero, einen Zusammenschluss von Klimaengagierten und Wissenschaftlern. Die Mission war und ist es, ein 1,5-Grad-Klimaschutzgesetz zu erarbeiten und 2022 im ersten Jahr der neuen Legislaturperiode mit einer 2/3-Mehrheit im Bundestag und Bundesrat entscheiden zu lassen. Dieses Klimagesetz soll die Klimaneutralität für Deutschland bis 2035 gesetzlich festschreiben. Als erklärtes Ziel soll Deutschland seinen von der Bundesregierung auf der UN-Klimakonferenz in Paris 2015 bindend zugesagten Beitrag zur Begrenzung der Erdüberhitzung auf 1,5 °C leisten. Aus dieser Initiative ist im November 2019 der gemeinnützige Verein GermanZero e. V. gegründet worden.

### Klimaunion
Heinrich Strößenreuther gehörte zu den Gründungsmitgliedern des eingetragenen Vereins Klimaunion. Die Klimaunion e. V. (Eigenschreibweise KlimaUnion) wurde am Tag der Earth Hour 2021, dem 27. März 2021, in Berlin und Hamburg von langjährigen klimabewegten CDU- bzw. CSU-Parteimitgliedern ins Leben gerufen und setzt sich nach eigenen Angaben zum Ziel, aufgrund des Erfordernisses einer nachhaltigen Entwicklung die Nachhaltige Marktwirtschaft zu erfinden. Der Verein möchte durch ein Miteinander von Politik, Gesellschaft, Wissenschaft und Wirtschaft seine Ziele verwirklichen sowie gemeinsam mit der CDU und CSU eine wirksame 1,5°C-Politik erreichen. Darüber hinaus soll die Klimaneutralität bis 2040 in das Partei-, Wahl- und Regierungsprogramm der Union aufgenommen werden. Im Juni 2021 veröffentlichte die Klimaunion das Positionspapier Die Jahre, auf die es ankommt. 100 % saubere Energie bis 2030. Strößenreuther selbst setzte sich für eine schwarz-grüne Koalition nach der Bundestagswahl 2021 ein. Volker Quaschning, Professor für Regenerative Energiesysteme an der HTW Berlin, kritisierte, dass es der CDU in ihrem Wahlprogramm nur darum gehe, „sich einen schönen Anstrich für den Wahlkampf zu geben“, und dass von den Forderungen der Klimaunion zahlenmäßig nichts eingeflossen sei.

### Volksentscheid Baum
Mit der Initiative Volksentscheid Baum setzt sich Strößenreuther für die Neupflanzung von einer Million Bäume in Berlin bis 2040 ein. Mit 33.044 gesammelten Unterschriften hat die Initiative ein Volksbegehren beantragt, der Stand Januar 2025 beim Berliner Senat zur Prüfung vorliegt.

## Rezeption
Die Zeit bezeichnete Strößenreuther als „Verkehrsrebell im schwarzen Anzug“. Die Initiative gegen das Falschparken, die Heinrich Strößenreuther als „Tabubruch zur Gefahrenabwehr“ beschrieb, bezeichneten Andere als „Denunziantentum“ oder „Blockwart 2.0“. Die Welt bezeichnete zwar Strößenreuther als „nervigsten Radfahrer“, erkannte jedoch an, dass er „ein neues Selbstbewusstsein der Radler [befördert]“.
Das erfolgreiche Berliner Volksbegehren wurde in anderen Städten Deutschlands kopiert. Ausgehend von Strößenreuthers Absicht, man müsse der Politik mehr Angst vor den Radfahrenden als vor der Autolobby machen, wurde der Beschluss des Berliner Volksbegehrens auch als ein erfolgreiches Beispiel für politische Prioritätenverschiebung durch basisdemokratisches Engagement gewertet.

## Schriften
- Der Berlin-Standard: moderne Radverkehrspolitik made in Germany – ein Bildband über Deutschlands erstes Mobilitätsgesetz. Hrsg.: Thiemo Graf. Röthenbach, Marie Swenson Promotion GmbH & Co. KG 2019, ISBN 978-3-940217-25-7.
- Nachhaltigkeitsorientierte Unternehmensentwicklung am Beispiel der Hewlett-Packard GmbH: Institut für Wirtschaft und Ökologie an der Universität St. Gallen. IWÖ, St. Gallen 1996, ISBN 978-3-906502-30-4.
- mit Michael Bukowski und Justus Hagel: Die Verkehrswesen: miteinander den Kulturkampf beenden. ansvar2030 Holding GmbH, Dortmund 2023, ISBN 978-3-00-077274-0.